# Piekberging Haarlemmermeer

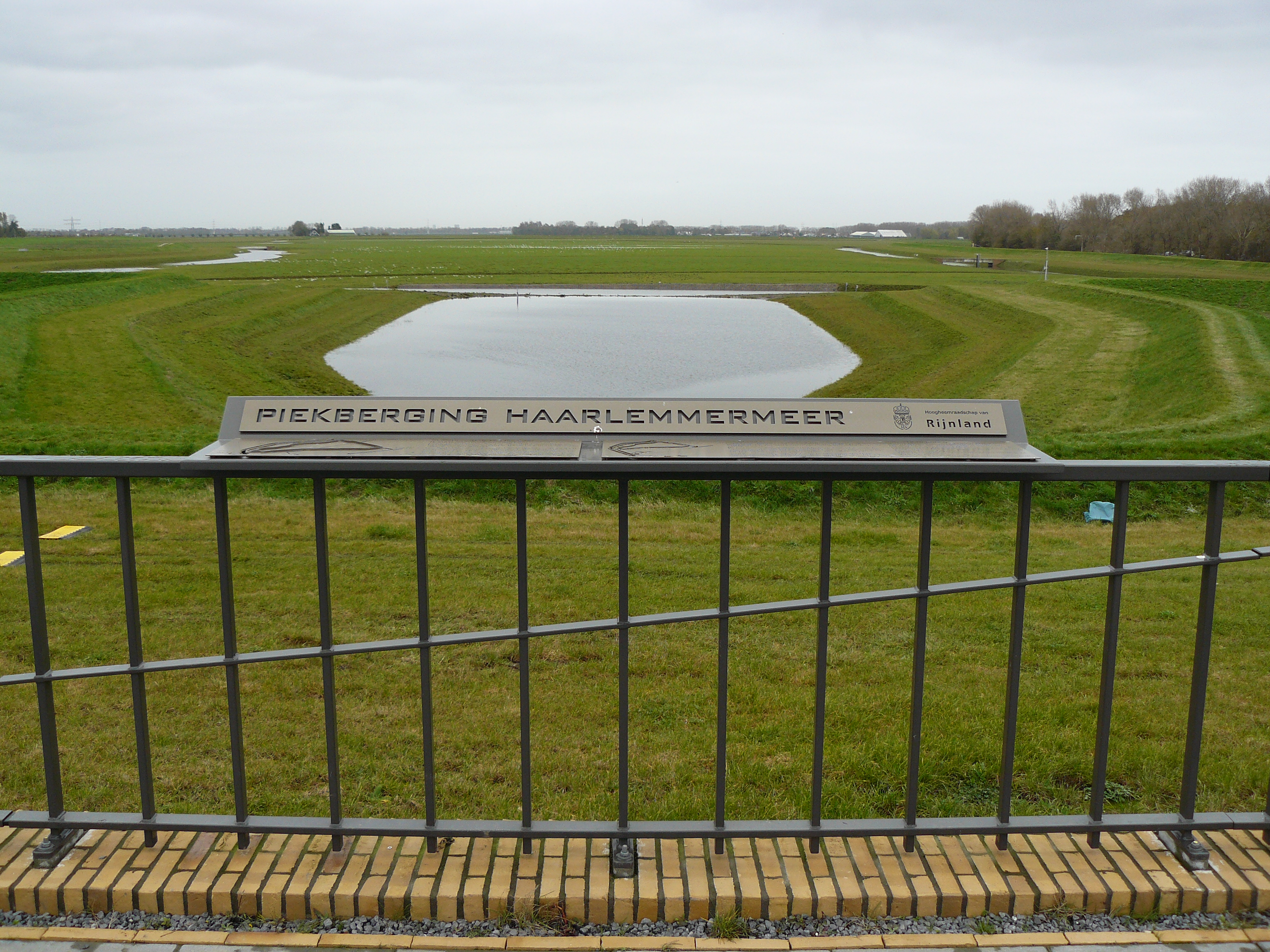
Zicht op de piekberging vanaf de inlaat aan de Ringvaart.

De Piekberging Haarlemmermeer is een piekberging in de Haarlemmermeer tussen Abbenes en Buitenkaag naast de A44 die in 2024 gereed is gekomen.

## Doel
Het doel van de piekberging is opvangen van overtallige water in het werkgebied van Hoogheemraadschap van Rijnland. Dit om te voorkomen dat waterwegen overlopen of in het slechtste geval dijken doorbreken. Het gebied is 67 hectare groot en kan rond de 1 miljoen m³ water opvangen. Het Hoogheemraadschap van Rijnland verwacht dat de berging eens in de 15 jaar zal worden ingezet.
Voor de berging heeft de Provincie Noord-Holland een Europese subsidie  verstrekt met het Plattelandsontwikkelingsprogramma (POP3-subsidie). De Europese subsidie komt uit het Europees Landbouwfonds voor Plattelandsontwikkeling (ELFPO).

## Werking
Wanneer de waterstand in de Ringvaart te hoog wordt, worden de schuiven in de dijk geopend. Met een snelheid van 15 m³/seconde wordt de berging binnen 24 uur gevuld. Eenmaal vol dan staat het water twee meter boven het maaiveld.
Wanneer de waterstand buiten de berging weer normaal is, worden de schuiven geopend om de berging leeg te laten lopen. In ongeveer vijf dagen stroomt het water uit de berging in de Hoofdvaart. Het Gemaal De Leeghwater pompt het water vervolgens weer uit de Haarlemmermeer in de boezem. Wanneer de berging droog staat en schoon is, kunnen de boeren weer hun vee laten grazen.

## Test
In november 2024 werd een test gehouden waarbij de berging gevuld werd met water. Al snel bleek er een lek te zijn waardoor besloten werd het het waterpeil van de piekberging te verlagen. De uitlaat werd geopend en het water is de Hoofdvaart ingestroomd. De aannemer gaat onderzoek doen naar de oorzaak en zal maatregelen nemen zodat de berging naar behoren zal functioneren.